# ماثيو جي
ماثيو جي (بالإنجليزية: Matthew Gee)‏ هو عازف جاز أمريكي، ولد في 25 نوفمبر 1925 في هيوستن في الولايات المتحدة، وتوفي في 18 يوليو 1979 في نيويورك في الولايات المتحدة.

## وصلات خارجية
- ماثيو جي على موقع ميوزك برينز (الإنجليزية)
- ماثيو جي على موقع أول ميوزيك (الإنجليزية)
- ماثيو جي على موقع ديسكوغز (الإنجليزية)